# 艾斯克雷爾斯山

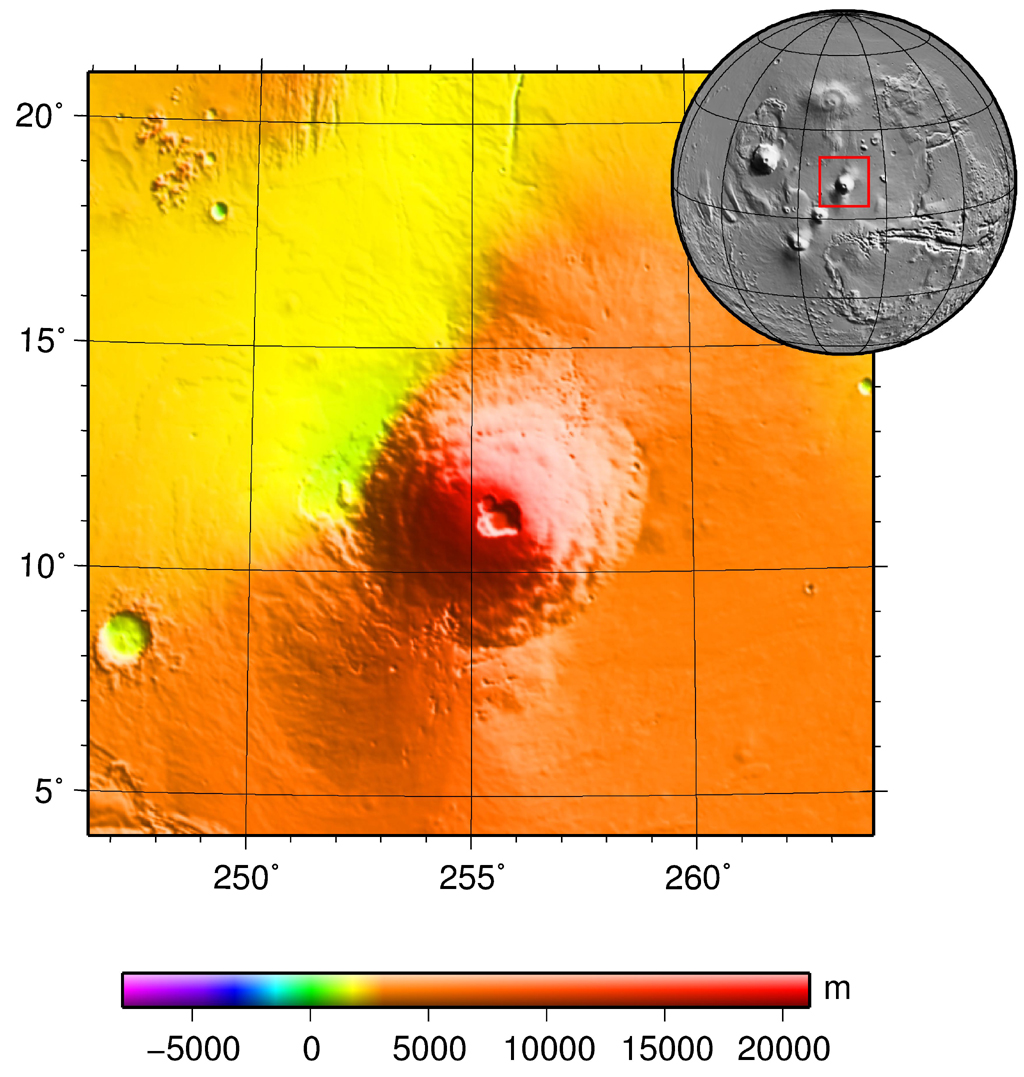
艾斯克雷爾斯山地形圖。

艾斯克雷爾斯山（Ascraeus Mons）是火星上巨大的盾狀火山，是塔爾西斯三座火山的最北座，另外兩座為西南端的帕弗尼斯山和阿爾西亞山，奧林帕斯山則在西北。艾斯克雷爾斯山高於基準面18,225公尺，寬460公里，山頂氣壓80帕。曾經被誤認為是火星最高的山。